# جک کوول
جک کوول (انگلیسی: Jack Cowell؛ زادهٔ ۹ ژوئن ۱۸۸۷) بازیکن فوتبال است.